# 165 km (rejon szachowski)
165 km (ros. 165 км) – przystanek kolejowy przy osiedlu dacz, w rejonie szachowskim, w obwodzie moskiewskim, w Rosji. Położony jest na linii Moskwa – Siebież. Najbliższą miejscowością są Kniażji Gory.